# NHK全国大学放送コンテスト
NHK全国大学放送コンテスト（エヌエイチケイぜんこくだいがくほうそうコンテスト）は、NHK全国大学放送コンテスト実行委員会が主催する大学・短期大学などの学生を対象とした放送のコンテスト。アナウンス部門、朗読部門、音声CM部門、ラジオ番組部門、映像CM部門、映像番組部門がある。通称大学Nコン、またはNコン。

## 開催部門
- アナウンス部門
- 朗読部門
- 音声CM部門
- ラジオ番組部門（第36回まで「ラジオドラマ部門」）
- 映像CM部門
- 映像番組部門
- LIVE部門（第36回大会まで）

## 参加資格
・大学、短期大学、高等専門学校（高等専門学校については4，5年次に限る）、専門学校の団体に所属していることを条件としている。個人での参加や、実際に所属していない団体名を語っての参加は認められていない。必ずしも放送系の団体である必要はない。そのため、放送サークルのほか、演劇サークル、あるいはゼミや研究室単位で参加する学生もいる。こうした背景から、同じ大学から複数団体が出場することも珍しくない。なお、2024年度（第41回）から、同一人物が複数の団体から出場することに対して制限が設けられたほか、コンテスト本選当日(毎年12月上旬)の時点で上記学校の学生であることも条件となっている。

## 運営
中学Nコン・高校Nコンまでの大会と違い、大学生らの手で実際に大会運営が行われているのが大きな特徴である。38回大会までは、実行委員が関西圏の学生に限定されていたが、39回大会よりオンライン等を活用して、全国から実行委員を募集している。
また、20回大会から文化庁後援となり、翌21回大会からはその名義が文部科学省に格上げされた上、最優秀作品への大臣賞授与も始まった。これらに加え、エフエム京都、KBS京都など、民間企業も協力しているのが特徴である。

## 歴史
- 1956年 「録音構成コンクール」開催（～1961年・第7回以降の記録はなし）
  - 主催…関西学生放送連盟（当時） 後援…NHK大阪放送局・朝日放送・毎日放送・ラジオ大阪
- 1970年 当時の学生闘争の影響で関西学生放送連盟が事実上の消滅
- 1981年 「関西学生放送交流会議」が発足
- 1982年 関西学生放送交流会議「21大学合同番組発表会」を大阪郵便貯金ホールで開催
- 1984年 21大学合同番組発表会を休止、「第1回NHK大学放送コンテスト」として新スタート
  - 主催…第1回NHK大学放送コンテスト実行委員会・NHK京都放送局 協力…関西学生放送交流会議
- 1997年 第14回大会、対象を全国に拡大することを決定、採点システムを京都大学が開発
- 1998年 第15回大会、全国からの参加が本格的に始まる、予選制度開始
- 2002年 第19回大会、名称「NHK全国大学放送コンテスト」に改称、関西学生放送交流会議が名称を「関西学生放送連盟」（新）に改称
- 2003年 第20回大会、後援に文化庁・京都府・京都市が追加、関西元気文化圏参加事業に認定、大会特番放送開始
- 2004年 第21回大会、後援に文部科学省、最優秀賞へ文部科学大臣奨励賞授与、東京実行委員会スタート（その後廃止、時期不明）
- 2008年 第25回大会、節目の大会として全国放送で大きく取り上げられる
- 2011年 公式ホームページを大幅刷新の上NHK内サイトに移設
- 2018年 公式ホームページを刷新の上、NHK内のサイトから移設、LIVE部門が復活、部門ごとの提出制限が廃止、参加料の徴収開始
- 2020年 LIVE部門がコロナの影響で休止(その後事実上廃止)、オンラインでの提出、本選映像の公開が開始
- 2022年 関西ラジオワイドにて音声CM部門入賞作品が紹介される（以降今年度に至るまで継続中）

### 全国への拡大
年表にもある通り、本大会は元々は関西の大学の放送系サークルが運営するローカルの大会であった。そのため13回大会での参加大学は13大学程度と作品数に限りがあり、またそのレベルも必ずしも高いとはいえなかった。そこで大学放送サークルの地位とレベルの向上を図るべく、全国から作品を募ることとなった。特に拡大したのが19回～21回大会で、名称の変更を始め、国からの後援・大臣賞の授与など全国大会に相応しい環境が整備され、これにあわせNHKでも20回大会から特別番組の放映を開始した。しかし22回大会では突如部門の見直しなど大会規模の大幅な縮小が図られ、要項の発表も大幅にずれ込むなど混乱した。その後翌23回大会からは再び拡大路線に転換。その結果、現在では全国各地から応募のある名実ともに大学放送団体の頂点を決める大会に発展した。

## NHK全国高校放送コンテストとのつながり
本大会と高校Nコンとは、その発祥や主催・運営形態が大きく異なる。しかし、文部科学省の後援や大臣賞の授与（共に2004年から）が行われていたり、高校放送コンテストの全国大会の席上で当大会の告知が行われたりしていた観点から、事実上それらの大会の参加者を引き継ぐ位置にあるといえる。実際、出場者側も高校Nコンから引き続き参加する人が多く、特に近年では高校Nコン出身者から2部門制覇など突出した成績を収めたものもいる。

## 大会スケジュール
- 要項発表…毎年5月～6月・公式サイト上にてダウンロード
- エントリー…7月頃締め切り
- 作品提出…8月末頃まで
- 予選…10月中（非公開）
- 予選結果通知…10月下旬頃
- 本選…12月上旬の土曜
- 本選映像公開…4月頃

## 予選
NHKの関係者がNHK京都放送局内で実施（非公開）。

## 本選会場
京都市生涯学習総合センター（京都アスニー、京都府京都市）

## 審査
学生が運営している大会であるがゆえ、審査・採点には公平かつ透明性を持たせるべく努力が行われているかは不明である。
また、文部科学大臣賞については、賞の授与がされた20の大会のうち、映像番組（旧TVドキュメンタリー）部門から7作品、映像CM部門から6作品選出されている一方、朗読部門は選出されたことがないなど、部門による偏りがみられる。

## 強豪校・強豪地区
元々、関西の大学のみで開催されていたため、関西の大学が強い傾向にある。ただし、全国に規模を拡大して以降、地方問わず多くの大学が入賞している。例えば、第19回大会以降長くに渡り、筑波大学が他大学を圧倒する成績を残していた（しかし、現在は大学Nコンに向けた活動を縮小している）。
近年では、特に京都大学、北海学園大学、山形大学、関西学院大学、富山大学といった大学が成績を残している。
第41回大会の優勝大学は以下のとおりである。
アナウンス部門：京都大学
朗読部門：京都大学
音声CM部門：山形大学
ラジオ番組部門：北海学園大学
映像CM部門：関西学院大学（文部科学大臣賞受賞）
映像番組部門：山形大学

## 過去の大会に関係した放送関係者
- 長谷川豊（元フジテレビアナウンサー・13回大会）
- 山崎雄樹（フリーアナウンサー・13回大会）
- 石井百恵（テレビ新広島アナウンサー・15回大会）
- 大沢幸広（NHKアナウンサー・18回大会）
- 和田光太郎（NHKアナウンサー・21回大会）
- 大西洋平（テレビ朝日アナウンサー・22回大会）
- 大成安代（元NHKアナウンサー・23回大会）
- 花村枝里（テレビ西日本キャスター・25回大会）
- 近江友里恵（元NHKアナウンサー・25回大会）
- 飯倉寛子（大分放送アナウンサー・25回大会）
- 近藤公美（エフエム徳島アナウンサー・26回大会）
- 中川栞（フリーアナウンサー・26回大会）
- 森遥香（フリーアナウンサー・27回大会）
- 関向良子（秋田放送アナウンサー・28回大会）
- 稲葉千秋（青森朝日放送アナウンサー・29回大会）
- 北本隆雄（札幌テレビアナウンサー・30回大会）
- 佐塚崇恭（山形放送アナウンサー・30回大会）
- 菅原智郁（NHK仙台放送局キャスター・31回大会）
- 福吉貴文（元テレビ愛媛アナウンサー・32回大会）
- 藤澤達弥（北海道テレビアナウンサー・32回大会）
- 日高優希（テレビ新潟アナウンサー・33回大会）
- 橋本莉奈（青森放送アナウンサー・34回大会）
- 緒方ゆい（四国放送アナウンサー・35回大会）
- 田中恭平（山口放送アナウンサー・36回大会）